# Melanophthalma grouvellei
Melanophthalma grouvellei is een keversoort uit de familie schimmelkevers (Latridiidae). De wetenschappelijke naam van de soort werd in 1899 gepubliceerd door Marie Joseph Paul Belon.